# I Want It All (chanson de Queen)
Pour les articles homonymes, voir I Want It All.
Singles de Queen
One Year of Love
(1986) Breakthru
(1989)
Pistes de The Miracle
The Miracle The Invisible Man
I Want It All est une chanson du groupe britannique Queen, sortie en 1989. Il s'agit du premier single extrait de l'album The Miracle sorti la même année.

## Autour de la chanson
I Want It All est un des rares morceaux typés hard rock à avoir eu du succès en 1989. La mode d'alors tendant plus vers la dance ou l'eurodance, et des groupes depuis longtemps établis comme Queen avaient plus de mal à placer des tubes au sommet des classements. L'origine de la chanson viendrait de la compagne de Brian May, Anita Dobson, qui répétait souvent « I want it all and I want it now » (« Je veux tout et je le veux maintenant »). 
Brian May déclare à propos de la chanson :

« I Want It All rétablit en quelque sorte notre ancienne image. C'est bien de revenir avec quelque chose de fort. Quelque chose qui rappelle aux gens que notre groupe est un groupe live. Je ne pense pas qu'on soit vraiment un groupe de singles. »

La version single est assez différente de la version album ; en effet, l'introduction de cette dernière commence par un solo à la guitare de May, remplacé dans la version single par un chœur a cappella. Le solo de guitare au milieu de la chanson est également plus court dans la version single. La version qui figure sur la compilation Queen Rocks combine les deux versions précédentes, avec l'introduction a cappella et le solo de guitare plus long. Cette chanson sera utilisée en 1992 pour la publicité télévisée de la voiture Seat Toledo.

## Clip vidéo
Le clip, filmé en CinemaScope, a été tourné dans un entrepôt où les membres du groupe sont tous en costume. On peut voir que Roger Taylor porte une veste en cuir aux couleurs de Manipulator, un des singles de son autre groupe, The Cross. Freddie Mercury se laisse alors pousser la barbe car il se sait déjà atteint du sida et des taches commencent à apparaître sur ses joues. Réalisé par David Mallet, c'est le seul clip de l'album à ne pas être réalisé par le duo Dolezal/Rossacher qui réalisait la plupart de leurs clips depuis One Vision.

## Classements
| Classements (1989)                     | Meilleure position |
| -------------------------------------- | ------------------ |
| Australie (ARIA)                       | 10                 |
| Autriche (Ö3 Austria Top 40)           | 11                 |
| Belgique (Flandre Ultratop 50 Singles) | 10                 |
| Canada (RPM)                           | 34                 |
| Allemagne (Media Control AG)           | 9                  |
| France (IFOP)                          | 47                 |
| Irlande (IRMA)                         | 3                  |
| Italie (Musica e dischi)               | 4                  |
| Pays-Bas (Nederlandse Top 40)          | 2                  |
| Pays-Bas (Single Top 100)              | 2                  |
| Nouvelle-Zélande (RMNZ)                | 3                  |
| Norvège (VG-lista)                     | 4                  |
| Espagne (AFYVE)                        | 12                 |
| Suède (Sverigetopplistan)              | 14                 |
| Suisse (Schweizer Hitparade)           | 8                  |
| Royaume-Uni (UK Singles Chart)         | 3                  |
| États-Unis (Hot 100)                   | 50                 |

| Classement (2018) | Meilleure place |
| ----------------- | --------------- |
| France (SNEP)     | 114             |

## Certifications
| Région                                                                                                 | Certification | Ventes/Streams |
| --- | ------------- | -------------- |
| Royaume-Uni (BPI)                                                                                      | Argent        | 200 000^       |
| *Ventes selon la certification ^Mise en rayon selon la certification xNon précisé par la certification |               |                |

## Dans la culture populaire
En 2009, la chanson est présente dans l'édition Queen de SingStar et dans Guitar Hero: Van Halen, puis dans Rock Band 3 (2010).
En 2011, un remix mashup avec We Will Rock You est présent dans le jeu vidéo Madden NFL 12. Elle contient un couplet du rappeur Armaggedon. Cette version est présente dans le film Sucker Punch sorti la même année.
En 2015, la chanson figure dans Guitar Hero Live.
La chanson est présente dans l'épisode 10 de la première saison de Cobra Kai (2018).

## Crédits
- Freddie Mercury : chant principal, chœurs et synthétiseur
- Brian May : chant principal, guitare électrique, guitare acoustique et chœurs
- Roger Taylor : batterie et chœurs
- John Deacon : guitare basse